# The Libertarian Forum
Libertarian Forum var en anarkokapitalistisk tidskrift som publicerades ungefär två gånger i månaden från 1969 till 1984. Dess redaktör och huvudförfattare var Murray Rothbard; inledningsvis tjänstgjorde Karl Hess även som redaktör i Washington. För närvarande finns alla nummer tillgängliga i boksamlingen The Complete Libertarian Forum 1969–1984.

## Historia
Libertarian Forum skapades 1969 efter nedläggningen av Left and Right: A Journal of Libertarian Thought för att stödja anarkokapitalism. Tidskriftens fokus låg på "substansiella teoretiska bidrag, kommentarer om politik, detaljer om tvister och argument inom den libertarianska rörelsen och prognoser om frihetens framtid." Den ursprungliga utgivaren var Joseph R. Peden.
Libertarian Forum publicerade flera tidiga inkarnationer av essäer som senare skulle komma att inkluderas som kapitel i Walter Blocks Defending the Undefendable.

## Namnbyte
Ursprungligen med titeln The Libertarian, döptes den om till The Libertarian Forum med det sjätte numret.
Enligt tidskriften "Efter att vi hade lanserat The Libertarian upptäckte vi att en månatlig duplikerad tidskrift med samma namn från New Jersey hade publicerats i flera år. För att undvika förväxling med denna publikation ändrar vi härmed vårt namn till The Libertarian Forum; ingen förändring innebär någon policy eller format."

## Boka
År 2006 publicerades en tvåvolymsutgåva med titeln The Complete Libertarian Forum 1969–1984 (ISBN 1-933550-02-3) av Ludwig von Mises-institutet.